# Votxepxi
Votxepxi - Вочепший (rus) - és un aül, un poble, de la República d'Adiguèsia, a Rússia. Es troba a 8 km a l'oest de Ponejukai i a 71 km al nord-oest de Maikop, la capital de la república.
Pertany a aquest municipi el khútor de Novovotxepxi.